# Fortune Theatre
Fortune Theatre – teatr w Londynie, położony przy ulicy Russell Street w gminie City of Westminster i zaliczany do scen West Endu. Należy do teatrów określanych w Wielkiej Brytanii jako receiving houses, tzn. nie posiadających własnego zespołu artystycznego, a jedynie zapewniających przestrzeń i obsługę techniczną dla produkcji zewnętrznych. 

## Historia i charakterystyka
Fortune był pierwszym nowym teatrem w Londynie zbudowanym i otwartym po zakończeniu I wojny światowej. Projektantem budynku był Ernest Schaufelberg. Prace budowlane rozpoczęły się w grudniu 1922 r. Po licznych opóźnieniach względem pierwotnego planu, teatr został otwarty 8 listopada 1924 r. W 1960 r. miała miejsce najpoważniejsza jak dotąd renowacja budynku. 23 maja 1994 r. został on wpisany do rejestru zabytków. Od 1989 w Fortune wystawiana jest nieprzerwanie ta sama inscenizacja sztuki The Women in Black, stanowiąca dokonaną przez Stephena Mallatratta adaptacją książki Susan Hill. 
Teatr jest jedną z mniejszych scen West Endu. Widownia liczy 435 miejsc na trzech poziomach. Właścicielem teatru jest Ambassador Theatre Group.